# Elias Huber (Handballspieler)
Elias Huber (* 12. März 2002) ist ein deutscher Handballspieler.

## Karriere
Huber spielte bis zum 1. B-Jugend Jahr für seinen Heimatverein TV Spaichingen und danach für die JSG Balingen-Weilstetten, der gemeinsamen Jugendabteilung des TV Weilstetten und der HBW Balingen-Weilstetten. Elias Huber erhielt bereits als A-Jugendlicher erste Einsatzzeiten im Nachwuchskader des HBW Balingen-Weilstetten in der 3. Liga. Seine ersten Einsatzzeiten in der 1. Bundesliga absolvierte er ab der Saison 2020/21. Nachdem Balingen 2022 in die 2. Bundesliga abgestiegen war, bestritt er seine erste ganze Saison mit der 1. Mannschaft und stieg mit Balingen 2023 direkt wieder in die 1. Bundesliga auf. Ab Sommer 2023 erhielt er dann seinen ersten Profivertrag. 2024 stieg er mit Balingen erneut in die 2. Bundesliga ab.